# Air Deccan
Air Deccan – nieistniejąca indyjska tania linia lotnicza z siedzibą w Bengaluru. Głównym węzłem był port lotniczy Bangalore.
W październiku 2007 zaprzestała prowadzenie działalności operacyjnej.